# Ланаи
Ланаи (гав. Lānaʻi) — шестой по размеру остров Гавайского архипелага. Также известен как «Ананасовый остров» из-за ананасовой плантации, занимавшей в прошлом большую часть острова. По данным переписи 2000 года население острова составляло 3193 человека. В административном отношении входит в состав округа Мауи.

## География
Остров имеет форму запятой и длину 30 км в наибольшем направлении. Площадь острова составляет 364 км², что делает его 42-м по величине островом США. Ланаи отделен от острова Молокаи проливом Калохи с севера и от острова Мауи проливом Ауау с востока. Высшая точка острова — гора Ланаихали, высота которой составляет 1026 м. Гора представляет собой конус потухшего вулкана, расположенный в центральной части Ланаи. Единственный населенный пункт Ланаи — небольшое поселение Ланаи-Сити, население которого по данным переписи 2010 года составляет 3102 человека.
До многих достопримечательностей острова можно добраться только по грунтовым дорогам.
По предположению учёных, ок. 100 тыс. лет назад на Ланаи обрушилась волна мегацунами высотой более 300 метров.

## История
Коренное население Ланаи, вероятно, переселилось сюда с соседних более крупных островов: Мауи и Молокаи. Оно основало ряд деревень вдоль побережья острова, занимаясь рыболовством и возделывая таро. Первым европейцем, увидевшим остров 25 февраля 1779 года, был капитан Чарльз Клерк, который заметил его с борта шлюпа Джеймса Кука, HMS Resolution. Клерк был назначен командующим экспедиции после гибели Кука в заливе Кеалакекуа 14 февраля.
К 1870-м годам большую часть земель на острове приобрёл Уолтер Гибсон, который использовал их как пастбище. В 1899 году его дочь и зять основали на острове сахарный завод (Maunalei Sugar Company), который, впрочем, просуществовал только до 1901 года. Всё это время многие коренные гавайцы продолжали жить вдоль менее засушливого наветреннего побережья, занимаясь скотоводством и рыболовством. В 1922 году остров приобрёл владелец Гавайской ананасовой компании (Hawaiian Pineapple Company), Джеймс Доул, который основал здесь крупнейшую ананасовую плантацию в мире. С образованием штата Гавайи в 1959 году, Ланаи стал частью округа Мауи.
С 1985 года 98 % земли острова находилось в частном владении Дэвида Мёрдока. В июне 2012 года данные 98 % земли острова были приобретены Ларри Эллисоном — главой корпорации Oracle. Оставшиеся 2 % острова сохраняются в государственной собственности США. Эллисон планирует инвестировать около 500 млн $ на улучшение инфраструктуры острова и на развитие здесь экологически чистого сельского хозяйства. В феврале 2013 года владелец острова, Ларри Эллисон, приобрёл небольшую авиакомпанию Island Air, при помощи которой он собирается наладить стабильные поставки товаров и различных грузов на свой остров.

## Экономика
На острове расположены несколько частных курортов премиум-класса. Также на нём имеется 50-километровая асфальтированная дорога, 400 км грунтовых дорог, и полное отсутствие светофоров и дорожной полиции.